# مات داربي
مات داربي (بالإنجليزية: Matt Darby)‏ هو لاعب كرة قدم أمريكية أمريكي، ولد في 19 نوفمبر 1968 في فرجينيا بيتش في الولايات المتحدة.

## وصلات خارجية
- مات داربي على موقع مرجع كرة القدم المحترفة.كوم (الإنجليزية)